# Rumania en los Juegos Olímpicos de Múnich 1972
Rumanía estuvo representada en los Juegos Olímpicos de Múnich 1972 por un total de 159 deportistas que compitieron en 16 deportes.  
El portador de la bandera en la ceremonia de apertura fue el piragüista Aurel Vernescu.

## Medallistas
El equipo olímpico rumano obtuvo las siguientes medallas:
| Nombre                                                                 | Deporte            | Competición                      |
| ---------------------------------------------------------------------- | ------------------ | -------------------------------- |
| Oro                                                                    |                    |                                  |
| Gheorghe Berceanu                                                      | Lucha grecorromana | 48 kg M                          |
| Nicolae Martinescu                                                     | Lucha grecorromana | 100 kg M                         |
| Ivan Patzaichin                                                        | Piragüismo         | C1 1000 m M                      |
| Plata                                                                  |                    |                                  |
| Valeria Bufanu                                                         | Atletismo          | 100 m vallas F                   |
| Argentina Menis                                                        | Atletismo          | Disco F                          |
| Ion Alexe                                                              | Boxeo              | Pesado (91 kg) M                 |
| Serghei Covaliov Ivan Patzaichin                                       | Piragüismo         | C2 1000 m M                      |
| Atanase Sciotnic Roman Vartolomeu Aurel Vernescu Mihai Zafiu           | Piragüismo         | K4 1000 m M                      |
| Daniel Iuga                                                            | Tiro               | Pistola libre 50 m M             |
| Bronce                                                                 |                    |                                  |
| Equipo                                                                 | Balonmano          | Torneo M                         |
| Ileana Gyulai-Drîmbă Ana Pascu Ecaterina Stahl-Iencic Olga Szabó-Orbán | Esgrima            | Florete por eqs. F               |
| Victor Dolipschi                                                       | Lucha grecorromana | +100 kg M                        |
| Vasile Iorga                                                           | Lucha libre        | 82 kg M                          |
| Viorica Dumitru Maria Nichiforov                                       | Piragüismo         | K2 500 m F                       |
| Petre Ceapura Ștefan Tudor Ladislau Lovrenschi                         | Remo               | Dos con timonel (M2+) M          |
| Nicolae Rotaru                                                         | Tiro               | Rifle en posición tendida 50 m M |